# SN 2011jx
SN 2011jx – supernowa typu Ia, odkryta 29 grudnia 2011 roku w galaktyce A102908+4604. W momencie odkrycia, miała maksymalną jasność 18m.